# Vimeiro (Lourinhã)
Vimeiro ist eine Gemeinde (Freguesia) im portugiesischen Kreis (Concelho) von Lourinhã. In ihr leben 1565 Einwohner (Stand 19. April 2021).

## Geschichte
Vimeiro wurde erstmals erwähnt in einer Urkunde des 12. Jahrhunderts. Ende des 15. oder Anfang des 16. Jahrhunderts wurde der Ort eine eigenständige Gemeinde.
1808 fand hier die Schlacht von Vimeiro statt. Ein Teil der Truppen, nämlich zwei britische Brigaden, ging im nahegelegenen Porto Novo an Land. Der spätere General Wellington hatte sich zunächst in Vimeiro einquartiert. Am 21. August 1808 trafen die unter seinem Kommando stehenden, portugiesisch-britischen Verteidigungskräfte dann hier auf die französische Invasionsarmee unter General Junot. Die Franzosen unterlagen und brachen mit der Unterzeichnung der Konvention von Cintra ihre Besetzung Portugals ab.

## Sehenswürdigkeiten
Zum hundertsten Jahrestag der Schlacht von Vimeiro wurde 1908 ein im Stil des frühen 19. Jahrhunderts errichtetes Denkmal eingeweiht. Auch ein Besucherzentrum ist am Ort der Schlacht eingerichtet. Zudem steht das Haus, in dem der britische Oberbefehlshaber residierte, unter Denkmalschutz.
Weitere Baudenkmäler der Gemeinde sind zwei Sakralbauten, darunter die dreischiffige Gemeindekirche Igreja Paroquial do Vimeiro aus dem späten 15. Jahrhundert. Das nach seinem Schutzpatron auch Igreja de São Miguel (dt.: Kirche des heiligen Michael) genannte barocke Gotteshaus zeigt im Inneren u. a. Azulejos und Altarretabel aus vergoldetem und poliertem Holz.

## Söhne und Töchter der Gemeinde
- Nuno Brás da Silva Martins (* 1963), römisch-katholischer Geistlicher, Bischof von Funchal